# Colleville-sur-meri amerikai katonai temető
A colleville-sur-meri amerikai katonai temető (Normandy American Cemetery and Memorial) egy második világháborús sírkert Franciaországban, az egykori Omaha partszakasz közelében.
A normandiai amerikai temető Colleville-sur-Merben található, az amerikai St. Laurent ideiglenes temető helyén, amelyet az amerikai Első Hadsereg létesített 1944. június 8-án. Ez volt az első amerikai temető, amelyet Európában létesítettek a második világháborúban. A sírkert 689 ezer négyzetméterén 9386 katona nyugszik. Többségük a normandiai partraszállás és az azt követő hadműveletek során vesztette életét. A temető keleti részén áll egy félköríves emlékfal, amelyen 1557 olyan katona neve szerepel, aki ismeretlen helyen nyugszik. Középen egy bronzszobor áll.
2007-ben nyitották meg a Normandiai Látogatóközpontot, amelynek építése 30 millió dollárba került, és az amerikai csaták emlékműveit kezelő bizottság ( American Battle Monuments Commission) adta át a partraszállás 63. évfordulóján. Évente általában egymillió ember keresi fel a temetőt.